# Diplycosia celebensis
Diplycosia celebensis är en ljungväxtart som beskrevs av J. J. Smith. Diplycosia celebensis ingår i släktet Diplycosia och familjen ljungväxter. Inga underarter finns listade i Catalogue of Life.